# Xã Cloverdale, Quận Putnam, Indiana
Xã Cloverdale (tiếng Anh: Cloverdale Township) là một xã thuộc quận Putnam, tiểu bang Indiana, Hoa Kỳ. Năm 2010, dân số của xã này là 3.929 người.